# Centaurea arrigonii
Centaurea arrigonii — вид квіткових рослин айстрових (Asteraceae). Ендемік Італії.

## Етимологія
Вид присвячено італійському ботаніку П’єру Віргіліо Аррігоні (1932-), професору фітогеографії та прикладної ботаніки

## Біоморфологічна характеристика
Листя перисторозсічені, причому верхня частка більша за бічні. Квітки від рожевих до пурпурових.  